# Klara Badiola Zubillaga
Klara Badiola Zubillaga   (Sant Sebastià, 3 de maig de 1954) és una actriu basca.

## Trajectòria
Es va llicenciar en Filologia Romànica a la Universitat de Deusto. Al començament va alternar la seva tasca de professora amb la interpretació al grup de teatre Xaribari. Mentre treballava a l'emissora Herri Irratia, es va presentar al càsting de la pel·lícula La fuga de Segovia (1981) d'Imanol Uribe i va aconseguir un paper.
El mateix any va començar els estudis d'interpretació a l'Escola Superior d'Art Dramàtic del Govern Basc i, des de llavors, ha participat en diverses sèries de televisió i pel·lícules com ara La conquista de Albania (1983), Todo por la pasta (1991), Vacas (1992) o Un poco de chocolate (2008).